# Olenjowo
Olenjowo (ukrainisch Оленьово; russisch Оленёво, ungarisch Szarvaskút oder älter Olenyova, slowakisch Oleňovo) ist ein Dorf in der ukrainischen Oblast Transkarpatien, das um das Jahr 1500 gegründet wurde und heute rund 440 Einwohner hat.
Das Dorf liegt etwa acht Kilometer von Poljana entfernt an der Territorialstraße T–07-12.
Am 13. September 2016 wurde das Dorf ein Teil der neu gegründeten Landgemeinde Poljana (Полянська сільська громада Poljanska silska hromada), bis dahin gehörte es zur Landratsgemeinde Ploske.
Bis zum 12. Juni 2020 lag der Ort im Rajon Swaljawa, seither im Rajon Mukatschewo.
Die Region ist für ihre Heil- und Mineralquellen bekannt; auf dem Dorfgebiet entspringt die Quelle für das Mineralwasser „Oleniwska“ (Оленівська).
Olenjowo ist der Fundort verschiedener Minerale wie Baryt, Calcit, Cinnabarit und Metacinnabarit, Idrialin sowie Quarz. Für das Mineral Karpathit gilt Olenjowo als Typlokalität.